# Vereinigung der Kunsthistorikerinnen und Kunsthistoriker in der Schweiz

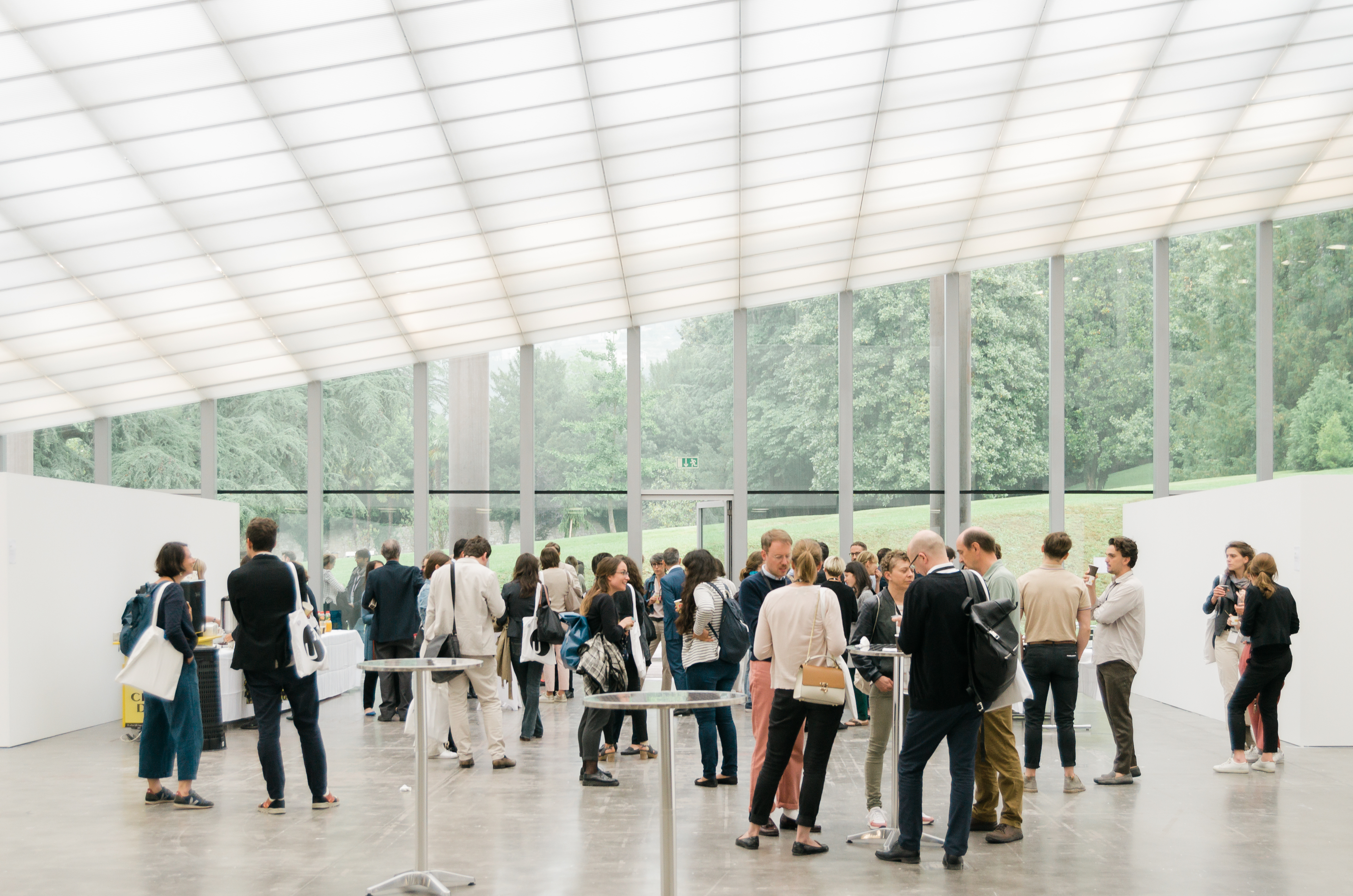
Akademischer Kongress des VKKS, 2019 in Mendrisio

Die Vereinigung der Kunsthistorikerinnen und Kunsthistoriker in der Schweiz (VKKS / ASHHA / ASSSA) ist ein 1976 in Genf als Verein gegründeter Interessenverband mit Sitz in Bern. Als Berufsvereinigung vertritt und fördert er die Interessen seiner Mitglieder in den vielseitigen Aufgabengebieten von Kunstgeschichte und Bildwissenschaft.

## Aufgaben und Ziele
Die VKKS verfolgt das Ziel, Kunstgeschichte als wissenschaftliche Disziplin in der Schweiz zu pflegen und zu fördern. Dazu gehören die Organisation von Tagungen und Kongressen sowie ein breites Angebot fachspezifischer Dienstleistungen und Recherchen über den Beruf. Seit ihrer Gründung zählt die Nachwuchsförderung zu den grundlegenden Aufgaben der Vereinigung. Mit Unterstützung der Alfred Richterich Stiftung, Laufen, richtet sie den Förderpreis Kunstwissenschaft in den Kategorien «Junior» und «Senior» aus. 2020 lancierte die VKKS ein Mentoring-Programm (Pilotphase bis 2023).

## Geschichte
Florens Deuchler initiierte als erster Präsident die Gründung der Vereinigung am 4. Dezember 1976 in Genf. Sah die Vereinigung in den ersten Jahren den wissenschaftlichen Austausch als ihre Kernaufgabe an, engagierte sie sich ab den 1980er Jahren zunehmend für die Wahrung des kulturellen Erbes und brachte sich ab den 1990er Jahren stärker in kulturpolitische Debatten ein, etwa zu Fragen der Honorierung. 1994 wurde der ursprüngliche Name Vereinigung der Kunsthistoriker in der Schweiz (VKS) auf Beschluss der Generalversammlung im Sinne einer paritätischen Namensgebung um den Terminus «Kunsthistorikerinnen» zum heutigen Organisationsnamen erweitert (VKKS).

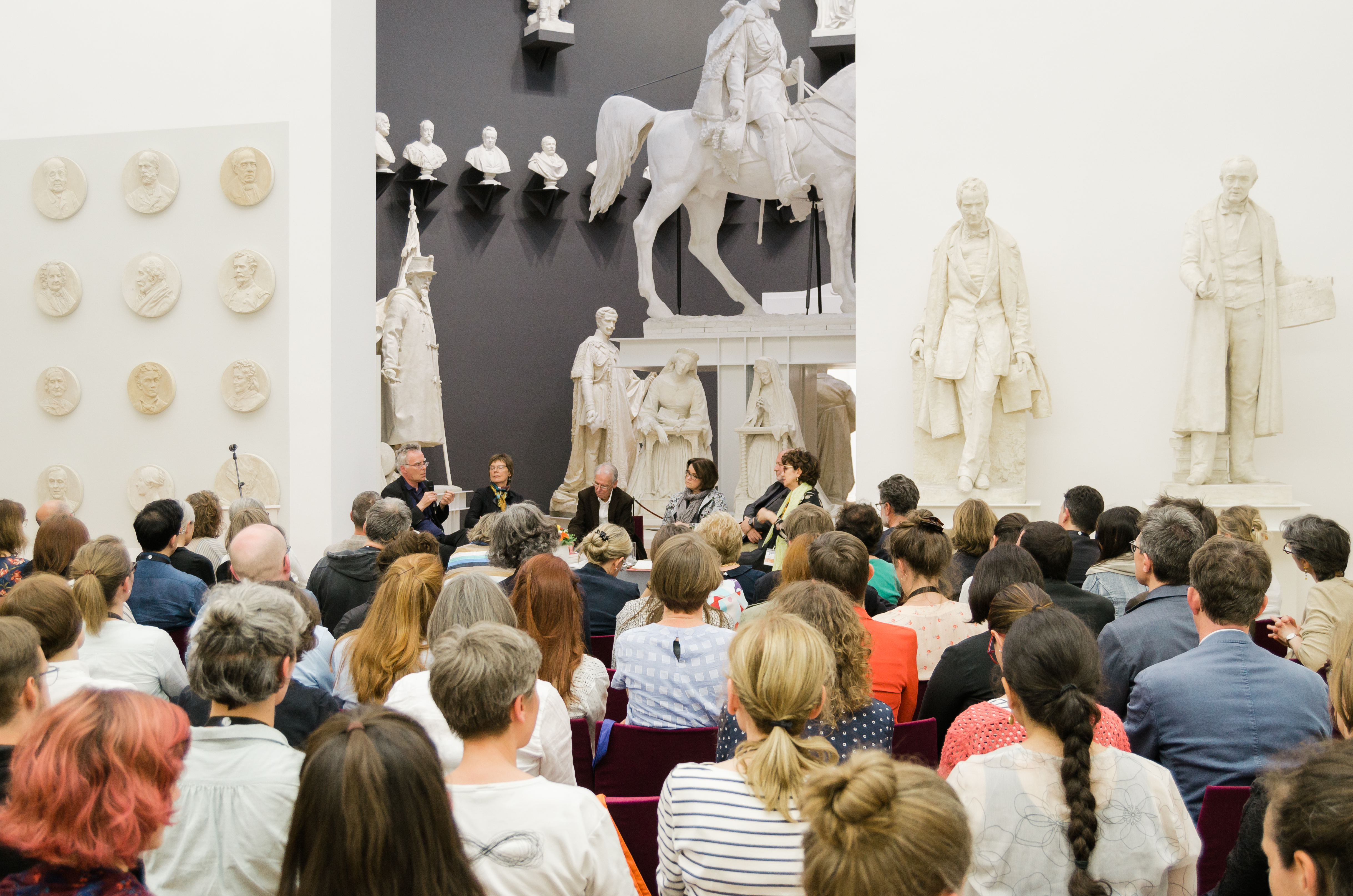
Akademischer Kongress des VKKS, 2019 in Mendrisio

Seit ihrer Gründung pflegte die VKKS den Kontakt mit anderen Fachgruppen in der Schweiz und im Ausland. 1981 wurde gemeinsam das nationale CIHA-Komitee der Schweiz gegründet. 1982 erfolgte die Aufnahme der Vereinigung in die Schweizerische Geisteswissenschaftliche Gesellschaft (heute Schweizerische Akademie der Geistes- und Sozialwissenschaften SAGW / ASSH). Seither ist die SAGW die wichtigste Förderorganisation der VKKS. Der kontinuierliche Zuwachs an Mitgliedern – von 131 Mitgliedern im Jahr 1979 auf 400 im Jahr 1993 – erforderte eine zeitweise Aufteilung der Organisationsbereiche. 2010 veranstaltete die VKKS, inzwischen 1'000 Mitglieder zählend, den «Ersten Schweizerischen Kongress für Kunstgeschichte» in Bern als Forum für aktuelle Forschungsfragen. Im Dreijahresturnus fanden die Kongresse an den Universitäten in Lausanne (2013), Basel (2016) und Mendrisio (2019) statt. Ausrichtungsort des 5. Schweizerischen Kongresses für Kunstgeschichte 2022 war die Universität Zürich. Neben den seit 1977 thematisch ausgerichteten Jahrestagungen befördert die VKKS durch diesen mehrtägigen Fachkongress die nationale und internationale Vernetzung auch über die Fachgrenzen hinaus. Seit 2019 empfängt der Kongress ein Gastland.
Seit 2014 ist die Geschäftsstelle der VKKS in den Räumlichkeiten der Gesellschaft für Schweizerische Kunstgeschichte (GSK / SHAS / SSAS) am Pavillonweg in Bern beheimatet. 2022 zählte die VKKS 1'670 Mitglieder.

## Organisation
Die Vereinigung der Kunsthistorikerinnen und Kunsthistoriker in der Schweiz ist ein Verein im Sinne der Art. 60 ff. des ZGB. Ihre sind die Generalversammlung der Mitglieder, der Vorstand, vertreten durch ein mindestens siebenköpfiges Gremium, die Geschäftsstelle und die Kontrollstelle. Nach Florens Deuchler (1976–1980), Oskar Bätschmann (1980–1986), Marcel Baumgartner (1986–1991), Monica Stucky (1991–1993), Luc Boissonnas (1993–2002), Barbara Nägeli (2002–2008), Peter J. Schneemann (2008–2011), Andreas Münch (2011–2014), Jan Blanc (2014–2018) und Marianne Burki (2018–2023) amtet seit 2023 Régine Bonnefoit als Präsidentin.

## Kooperationen
Im Schweizer Kulturbetrieb steht die VKKS als berufliche Vereinigung im engen Austausch mit Fachorganisationen und Museen in allen Sprachregionen des Landes. Enge Kooperationen bestehen mit Articulations – Schweizer Verein für den kunsthistorischen Nachwuchs und dem Schweizerischen Institut für Kunstwissenschaft (SIK-ISEA). Weitere Kooperationspartner sind u. a. die kunsthistorischen Institute der Schweizer Universitäten. Zudem werden wiederkehrend Veranstaltungen mit Kunsthochschulen in der Schweiz, der Schweizerischen Gesellschaft für Kunstgeschichte (GSK), der Internationalen Vereinigung der Kunstkritiker (AICA), Arbeitskreisen aus den Bereichen Denkmalpflege und Restaurierung sowie mit dem Comité International d’Histoire de l’Art (CIHA) ausgerichtet. Die VKKS ist Mitglied in der Nationalen Informationsstelle zum Kulturerbe NIKE.